# Athesans-Étroitefontaine
Athesans-Étroitefontaine este o comună din Franța, situată în departamentul Haute-Saône, în regiunea Burgundia-Franche-Comté. 
1. ↑  répertoire géographique des communes, accesat în 26 octombrie 2015
2. ↑  dataset of postal codes in France, 1 octombrie 2018